# Gle Ulee Naga
Gle Ulee Naga är en kulle i Indonesien.   Den ligger i provinsen Aceh, i den västra delen av landet, 1 800 km nordväst om huvudstaden Jakarta. Toppen på Gle Ulee Naga är 148 meter över havet.
Terrängen runt Gle Ulee Naga är kuperad söderut, men norrut är den platt. Havet är nära Gle Ulee Naga åt nordost.